# Aristochromis christyi
Aristochromis christyi е вид бодлоперка от семейство Цихлиди (Cichlidae). Видът не е застрашен от изчезване.

## Разпространение и местообитание
Разпространен е в Малави, Мозамбик и Танзания.
Среща се на дълбочина от 2 до 10 m.

## Описание
На дължина достигат до 30 cm.